# Kevin McGowne
Kevin McGowne (Kilmarnock, 16 dicembre 1969) è un ex calciatore scozzese, di ruolo difensore.

## Carriera
Vanta 4 presenze nelle competizioni UEFA per club.

## Palmarès

### Club

#### Competizioni nazionali
- Coppa di Scozia: 1

Kilmarnock: 1996-1997
- Scottish Championship: 1

St. Mirren: 2005-2006
- Scottish Challenge Cup: 1

St. Mirren: 2005-2006